# ゴールデンドラマシリーズ
『ゴールデンドラマシリーズ』は、1975年9月6日から1976年9月25日、および1977年10月1日から1981年3月28日までフジテレビ系列局が編成していたフジテレビ製作のテレビドラマ放送枠である。
なお、中断前の3作品には厳密には枠名称が存在しないが、便宜上本シリーズとして記述する。

## 概要
フジテレビの土曜22時枠は、かつては前半が21:30からの『土曜劇場』、後半が23:25までの時代劇（『木枯し紋次郎』シリーズなどを放送）していたが、『土曜劇場』が30分繰り上がった1時間枠統一後の1975年4月から半年間、海外ドラマ『女刑事ペパー』を放送し、国産ドラマが無くなってしまった。そこでこの枠で国産ドラマを復活すべく、当シリーズが開始した。
まず『新宿警察』を筆頭に3本制作した後、バラエティ番組『3分勝負15ラウンド』（ボクシング形式で進行するオムニバスバラエティ）と音楽番組『夜の歌謡集』、バラエティ番組『エメロンナイト レディーファースト』放送で一旦休止、その後16本制作した。
しかし、第1期は好評だったものの、第2期は視聴率は伸び悩み、人気作は少なくなる一方、「目標視聴率に達しなかった」と言う理由で打ち切られた『駆け込みビル7号室』の様に、逆の形で話題になる事も有った。そして終了後は21時枠と統合し、金曜日から『ゴールデン洋画劇場』を移動、以後、現在の『土曜プレミアム』まで2時間枠（現在は2時間10分枠）が続いている。

## 編成時間
いずれも日本標準時。
- 土曜 22:00 - 22:55 （1975年9月6日 - 1975年9月27日）
- 土曜 22:00 - 22:54 （1975年10月4日 - 1976年9月25日、1977年10月1日 - 1981年3月28日）

## 放送作品リスト
| タイトル                                                                                               | 放送日                          | 原作               | 脚本                                      | 主な出演 |
| --- | ------------------------------- | ------------------ | ----------------------------------------- | --- |
| 新宿警察                                                                                               | 1975年9月6日 - 1976年2月28日    | 藤原審爾           | 江里明、尾中洋一、永原秀一、池田一朗 ほか | 北大路欣也、藤竜也、財津一郎、小池朝雄、司千四郎、三島史郎、花沢徳衛、多岐川裕美 ほか                                       |
| 油断!                                                                                                  | 1976年3月6日 - 1976年3月27日    | 堺屋太一           | 山田信夫                                  | 関口宏、中山仁、二谷英明、江波杏子、河原崎長一郎 ほか                                                                       |
| 逢えるかも知れない                                                                                     | 1976年4月3日 - 1976年9月25日    | ジェームス三木     | ジェームス三木、成田孝雄、よしだたけし    | 林隆三、山本陽子、秋吉久美子、江原真二郎、志垣太郎、山村聰、木暮実千代、堀川和栄、森次晃嗣、京唄子、鳳啓助、守口ひとみ ほか |
| （ドラマ中断。この間は『3分勝負15ラウンド』『夜の歌謡集』『エメロンナイト レディーファースト』を放送） |                                 |                    |                                           | |
| 砂の器                                                                                                 | 1977年10月1日 - 1977年11月5日   | 松本清張           | 隆巴                                      | 仲代達矢、田村正和、神崎愛、中尾彬、山本亘、小川真司、奈美悦子、小川知子、小沢栄太郎、本郷淳、月丘千秋 ほか                 |
| 霧氷                                                                                                   | 1977年11月12日 - 1977年12月10日 | 夏樹静子           |                                           | 十朱幸代、藤岡弘 |
| もう一人の乗客                                                                                         | 1978年1月7日 - 1978年2月25日    | 草野唯雄           | 村尾昭                                    | 島田陽子、江守徹、三橋達也、松尾嘉代、沖雅也、清水章吾、藤岡重慶 ほか                                                       |
| 球形の荒野                                                                                             | 1978年3月11日 - 1978年4月8日    | 松本清張           |                                           | 栗原小巻、村井国夫、岩崎加根子、内藤武敏                                                                                    |
| 殺人の棋譜                                                                                             | 1978年4月22日 - 1978年5月20日   | 斎藤栄             | 鴨井達比古                                | 竹脇無我、丘みつ子、渡瀬恒彦、范文雀、大木実 ほか                                                                           |
| 追いつめる                                                                                             | 1978年5月27日 - 1978年7月1日    |                    |                                           | 仲代達矢 |
| Yの悲劇                                                                                                | 1978年7月15日 - 1978年8月19日   | エラリー・クイーン | 清水邦夫                                  | 石坂浩二、八千草薫、夏目雅子、江原真二郎、左幸子、金子信雄、村松英子、中条静夫 ほか                                         |
| 飢餓海峡                                                                                               | 1978年9月2日 - 1978年10月21日   |                    |                                           | 若山富三郎、藤真利子 |
| 火炎樹                                                                                                 | 1978年11月4日 - 1978年12月2日   | 小野田勇           | 田上雄                                    | 北大路欣也、大谷直子、アグネス・ラム、田中邦衛、細川俊之 ほか                                                               |
| 死人狩り                                                                                               | 1978年12月16日 - 1979年1月13日  | 笹沢左保           | 岩元南                                    | 萩原健一、宇津宮雅代、常田富士男、丘みつ子、滝奈々、中村嘉葎雄、岡田英次、山﨑努 ほか                                       |
| 悪の紋章                                                                                               | 1979年1月20日 - 1979年2月24日   | 橋本忍             | 国弘威雄                                  | 古谷一行、桃井かおり、中条静夫、渡瀬恒彦、佐分利信、夏桂子 ほか                                                             |
| 魔女伝説                                                                                               | 1979年3月24日 - 1979年4月7日    |                    |                                           | 真野響子 |
| 広き迷路                                                                                               | 1979年4月14日 - 1979年5月5日    | 三浦綾子           | 国弘威雄                                  | 島田陽子、秋野太作、高瀬春奈、真木洋子 ほか                                                                                 |
| 陽はまた昇る                                                                                           | 1979年5月12日 - 1979年9月29日   |                    | 松山善三、安倍徹郎、桃井章、三田純一      | 加藤剛、竹下景子、勝野洋、大滝秀治 ほか                                                                                     |
| 駆け込みビル7号室                                                                                      | 1979年10月13日 - 1979年12月29日 |                    | 播磨幸治、石川孝人、小川英、中野顕彰 ほか | 勝野洋、三船敏郎、坂上二郎、中山一也、谷川みゆき、麻世れいら、有川雄司、新谷由美子 ほか                                     |
| 嵐の中のあいつ                                                                                         | 1980年1月12日 - 1980年1月26日   | 源氏鶏太           | 津田幸於                                  | 森田健作、フランキー堺、小沢栄太郎、高橋幸治 ほか                                                                           |
| 怒りの季節                                                                                             | 1980年2月2日 - 1980年3月1日     | 源氏鶏太           | 石松愛弘                                  | 勝野洋、大谷直子、岡本富士太、坂上二郎、高松英郎、樹木希林、藤岡琢也、大楠道代、山内明、志村喬、芦田伸介 ほか               |
| 転勤を命ず                                                                                             | 1980年3月8日                    |                    |                                           | 谷啓 |
| ああ定年                                                                                               | 1980年3月15日                   |                    |                                           | 小林桂樹 |
| ささやかな設計                                                                                         | 1980年3月22日                   |                    | 中島丈博                                  | 高橋昌也、山口果林、滝田栄、丹阿弥谷津子、加藤嘉、渡辺文雄、津川雅彦 ほか                                                   |
| 私たちの家族                                                                                           | 1980年4月5日 - 1980年5月31日    |                    | 新藤兼人 ほか                             | 香山美子、関口宏、辺見マリ、乙羽信子、伴淳三郎、友里千賀子、アパッチけん、小池朝雄、滝田裕介、生田智子、谷村隆之            |
| 妻は霧のなかで                                                                                         | 1980年6月7日 - 1980年7月26日    |                    |                                           | 秋吉久美子、黒沢年男 |
| ママに乾杯!                                                                                            | 1980年8月16日 - 1980年9月27日   |                    | 服部佳、中村努                            | 小川真由美、中山仁、加藤治子、横山道代、下條アトム、野村昭子、織本順吉、三條美紀                                            |
| 氷山のごとく                                                                                           | 1980年10月11日 - 1981年3月28日  | 花登筺             | 花登筺                                    | 志垣太郎、藤真利子、岸部シロー、森昌子、丹阿弥谷津子、野川由美子、松村達雄、樋口可南子                                      |